# The Daily Beast

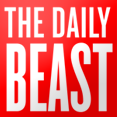
Logo von The Daily Beast

The Daily Beast ist eine US-amerikanische Website für Nachrichten und Meinungen. Sie wurde im Jahr 2008 von Tina Brown, zuvor Redakteurin bei Vanity Fair und The New Yorker, gegründet. Eigentümer ist das Internetunternehmen InterActiveCorp (IAC).

## Geschichte
Ein Teil des Webzines sind selbst erstellte Inhalte, während der Rest aus Links zu Beiträgen anderer Nachrichtenquellen besteht.

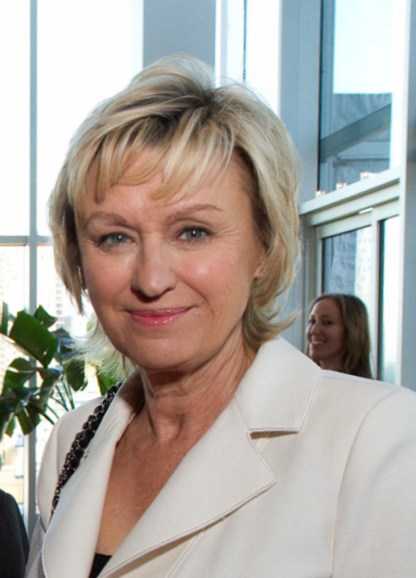
Gründerin Christina Brown (2012)

Gründerin Tina Brown war bis September 2013 Herausgeberin. Ihr folgte John Avlon, im Mai 2018 gefolgt von Noah Shachtman.
Die redaktionelle Ausrichtung beschrieb John Avlon im Jahr 2018 als „nonpartisan but not neutral“ (unparteiisch aber nicht neutral.): „We’re going to hit both sides where appropriate, but we're not going for mythic moral equivalence on every issue.“ (Wir werden beide Seiten scharf kritisieren, je nach Sachlage, aber wir werden nicht versuchen, bei jedem Thema irgendwie eine mythische moralische Gleichwertigkeit herzustellen.) Und an anderer Stelle: „We seek out scoops, scandals, and stories about secret worlds; we love confronting bullies, bigots, and hypocrites.“ (Wir spüren Knüller, Skandale und Geschichten aus den verborgenen Ecken auf; wir lieben es, Fieslingen, Fanatikern und Heuchlern die Stirn zu bieten.)
2009 erreichte The Daily Beast drei Millionen unique visitors pro Monat. Im September 2014 wurde die Rekordmarke von 21 Millionen pro Monat gezählt.
Von November 2010 bis 2013 bildete The Daily Beast ein gemeinsames Unternehmen mit dem Nachrichtenmagazin Newsweek.
Bei den Webby Awards 2012 und 2013 wurde The Daily Beast als Nachrichten-Website ausgezeichnet. Im August 2013 wurde Newsweek an IBT Media verkauft.

## Namensgebung
Der Name der Site stammt aus dem Roman Scoop von Evelyn Waugh, in dem eine Zeitung so heißt. Waugh, der für die Daily Mail aus dem Ausland berichtet hatte, karikiert in diesem 1938 erschienenen Roman Sensationsjournalismus und das Leben von Auslandskorrespondenten.